# 木本慎之介
木本 慎之介（きもと しんのすけ、2003年〈平成15年〉9月1日 - ）は、日本のタレント、ドラマー。神奈川県横浜市出身。MA PROMOTIONS所属。身長175cm。
父は歌手の西城秀樹。従兄は作曲家の宅見将典。

## 出演番組

### テレビ

#### バラエティ
- ハマダ歌謡祭（TBS）
- ダウンタウンDX（日本テレビ）

#### オーディション番組
- 現役歌王JAPAN（2025年7月20日 - 、BS日テレ）[3][4]

### ラジオ
- 土曜朝6時 木梨の会。（TBSラジオ）

## 外部サイト
- SHIN 木本慎之介 - YouTubeチャンネル
- SHIN 木本慎之介 (@sb91shin) - Instagram
- 木本慎之介 (@sb91shin) - X
- SHIN 木本慎之介 (@sb91shin) - TikTok
- SHIN 木本慎之介 (@sb91shin) - Threads